# Mayawa fusca
Mayawa fusca är en insektsart som beskrevs av Fletcher 2000. Mayawa fusca ingår i släktet Mayawa och familjen dvärgstritar. Inga underarter finns listade i Catalogue of Life.